# Khaldoun Soudan
Pour les articles homonymes, voir Soudan (homonymie).
Khaldoun Soudan (né en 1986) est un chanteur syrien.

## Biographie
Il commence sa carrière en 1999 avec son premier disque Bohor El Aalam. On compare sa voix à celle de George Wassouf.

## Discographie
- 1999: Bohor El Aalam.
- 2001: Hilmi Ashofek.
- 2003: Kifaya Aleik.
- 2004: Sahrat Maa Tarab.
- 2008: Qelnalek Nahna Drawish.